# Remonstrantse Kerk (Frederikstad a/d Eider)
De Remonstrantse Kerk (Duits: Remonstrantenkirche) in de Sleeswijkse stad Frederikstad (Friedrichstadt) is het enige kerkgebouw van de remonstranten buiten Nederland. De gemeente werd opgericht in 1621. In de kerk vinden maandelijks diensten plaats en de gemeente wordt nog altijd door een Nederlandse dominee bediend.

## Geschiedenis
De kerk werd in 1624 gebouwd door Nederlandse remonstranten, die in eigen land wegens hun geloof als tweederangsburgers werden behandeld en op uitnodiging van hertog Frederik III in Frederikstad vrijheid van geloof vonden. Hun kerk was het eerste remonstrantse kerkgebouw ter wereld en de remonstrantse gemeente van Frederikstad is nog altijd de enige remonstrantse gemeente buiten Nederland. De remonstranten vormden getalsmatig nooit de grootste groep in Frederikstad, maar omdat de gemeente vooral uit kooplieden met uitstekende handelsconnecties bestond, was de gemeente rijk en politiek invloedrijk.
Op 5 oktober 1850 werd de kerk tijdens de Duits-Deense Oorlog verwoest, maar al in 1854 werd op dezelfde plek de nieuwe kerk in gebruik genomen.
Achter de kerk bevindt zich nog het oude kerkhof uit 1621.
Het kerkgebouw werd in de periode 2003-2010 gerestaureerd. In 2011 werd de renovatie van het kerkorgel afgesloten. Een nieuw project vormt het streven naar een klok in de toren.
Boven het ingangsportaal herinnert een plaquette aan de herbouw van de kerk. De (Nederlandse) tekst luidt:
Gebouwd in 1624, door de stichters dezer stad, uitgeweken uit Holland om der vrije godsdienst wille, genaamd remonstranten. Vernield door het oorlogsvuur 5 october 1850. Herbouwd 1854. God geve hier vrede, Hem zij de eer.

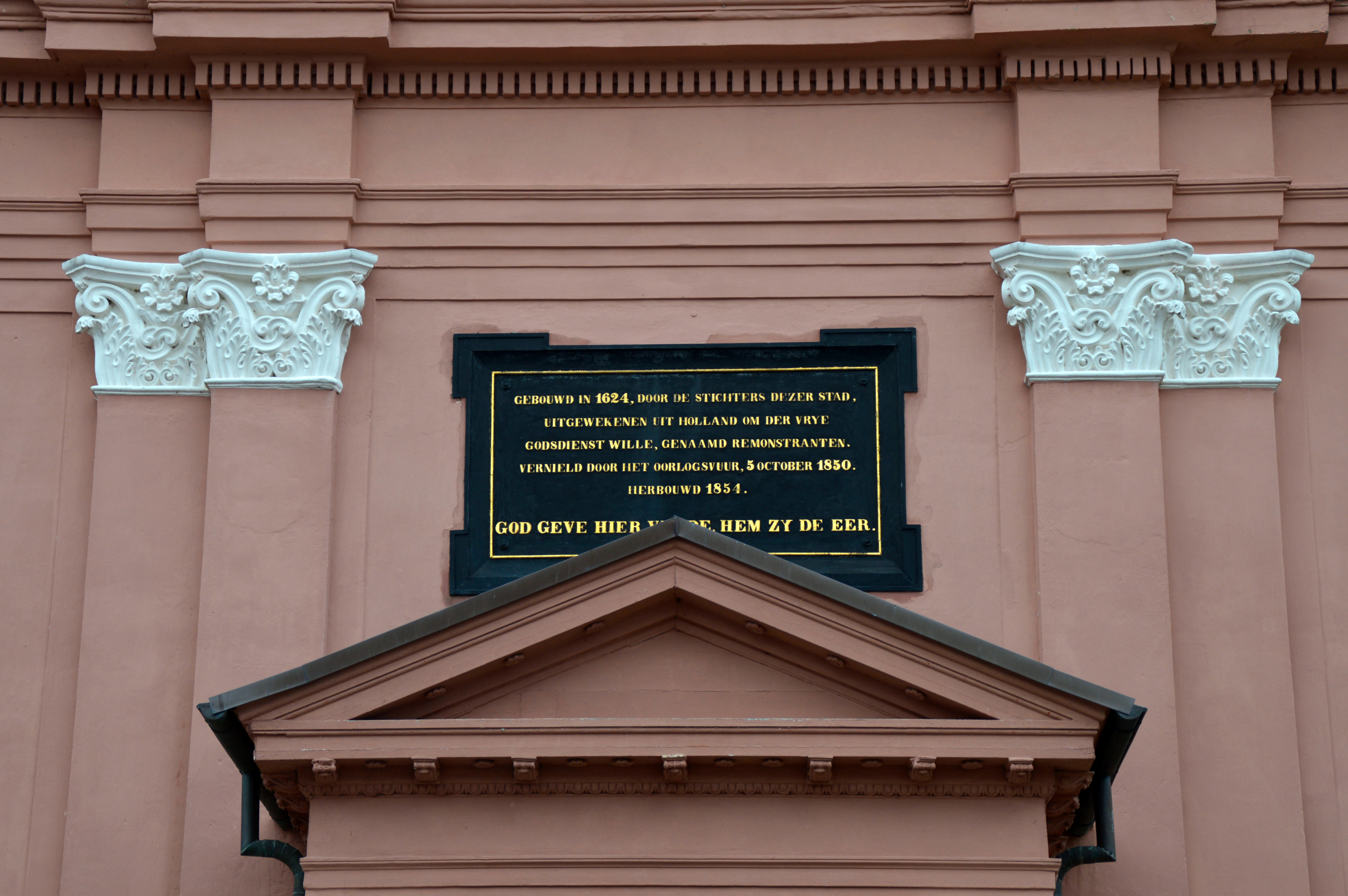